# 탐욕 사랑이라는 이름으로
"탐욕_사랑이라는 이름으로"는 한국에서 제작된 황호상 감독의 2016년 영화이다. 황호상 등이 주연으로 출연하였다.

## 출연

### 주연
- 황호상
- 최윤라
- 남소연

### 조연
- 김현목
- 윤지은
- 박하경
- 황효상